# Dominique Mancini
Pour les articles homonymes, voir Mancini.
Dominique Mancini (en italien : Domenico Mancini, en anglais : Dominic Mancini) est un Italien qui a visité l'Angleterre en 1482 et 1483. Il y a été témoin des événements qui ont conduit à l'avènement du roi Richard III. Ayant quitté l'Angleterre, il a écrit un compte-rendu de son témoignage, intitulé De Occupatione Regni Anglie per Riccardum Tercium (en français, L'Occupation du Trône d'Angleterre par Richard III). Le rapport de Mancini est une source importante d'informations sur cette période tumultueuse en Angleterre, mais il n'a été découvert dans une bibliothèque de Lille qu'en 1934.

## But de l'ouvrage
Le rapport de Dominique Mancini a été écrit pour Angelo Catho de Supino. Ce dernier est un prélat italo-français qui est non seulement archevêque de Vienne, mais aussi conseiller, médecin, astrologue et grand aumônier du roi de France Louis XI. Si certains historiens pensent que Mancini est arrivé en Angleterre à la fin de 1482, d'autres pensent qu'il y est arrivé juste avant la mort subite du roi Édouard IV, survenue le 9 avril 1483. Assurément, Mancini est rentré en France entre le couronnement de Richard III le 6 juillet 1483 – avant la disparition des fils d'Édouard IV, les princes de la Tour – et la remise de son rapport à l'archevêque de Vienne le 1er décembre de la même année.
On ignore totalement le degré de compréhension de l'anglais qu'avait Dominique Mancini et s'il a fallu lui traduire une grande partie de ce qui se passait en Angleterre pendant son séjour. Une source possible de Mancini pourrait avoir été le docteur John Argentine, un opposant de Richard III qui semblait maîtriser la langue italienne. Argentine était en effet le médecin qui traitait à l'été 1483 le jeune roi Édouard V, fils aîné et successeur d'Édouard IV qui avait rapidement été déposé par son oncle Richard III. Argentine est l'une des dernières personnes à avoir vu vivants Édouard V et son frère cadet Richard de Shrewsbury après leur incarcération à la Tour de Londres sur ordre de Richard III.
Le rapport de Dominique Mancini a été perdu pendant des siècles mais a été finalement redécouvert à la bibliothèque municipale de Lille en 1934. Il ne semble pas que Mancini ait rencontré Richard III : il est probable qu'il ait répété les commérages et rumeurs concernant les activités de la famille royale, qui incluaient entre autres le soupçon que Richard III avait fait éliminer ses neveux. Le chancelier de France Guillaume de Rochefort a répété cette rumeur pendant les États généraux de Tours en janvier 1484, ajoutant que Richard III avait « massacré » les princes puis reçu la couronne « par la volonté du peuple ». Rochefort peut très bien avoir obtenu ses informations du rapport de Mancini.

## Publication
- Dominique Mancini (trad. C. A. J. Armstrong), The Usurpation of Richard the Third, Sutton Publishing, 1984 (ISBN 0-86299-135-8)